# Горбатки (полужесткокрылые)
Горбатки, или бодушки (лат. Membracidae) — семейство насекомых из подотряда цикадовых (Auchenorrhyncha) отряда равнокрылых (Homoptera). Отличаются сильно развитой переднеспинкой, напоминающей горб с различными выростами. В мире 3200 видов.

## Распространение
Во всём мире, кроме Антарктики. Наибольшее разнообразие отмечено в Южной Америке. В Палеарктике 20 родов и около 70 видов.

## Описание
Равнокрылые насекомые с необычными выростами на груди (гребни, шипы, крючки), камуфлирующими их на растениях. Средней величины, переднеспинка с выступающим назад отростком, передняя верхняя часть головы с шишковидно выступающим вниз фронтоклипеусом. Наиболее развиты различные выросты у представителей семейства в южных тропических широтах, и наоборот, менее причудливы отростки у горбаток умеренных широт. Выросты представляют собой вырожденную, сильно модифицированную третью пару крыльев.
Среднего и мелкого размера насекомые (в странах умеренного климата длина тела от 2 до 20 мм).
Личинки (нимфы) вместе с имаго открыто живут на растениях и сосут их соки. Отложенные на почки, листья, корни и под кору яйца горбаток перезимовывают. В год имеют одну генерацию. Находятся в симбиотических отношениях с муравьями, так как выделяют экскременты в виде сладкого сока, богатого сахаром, привлекательным для них.

## Систематика

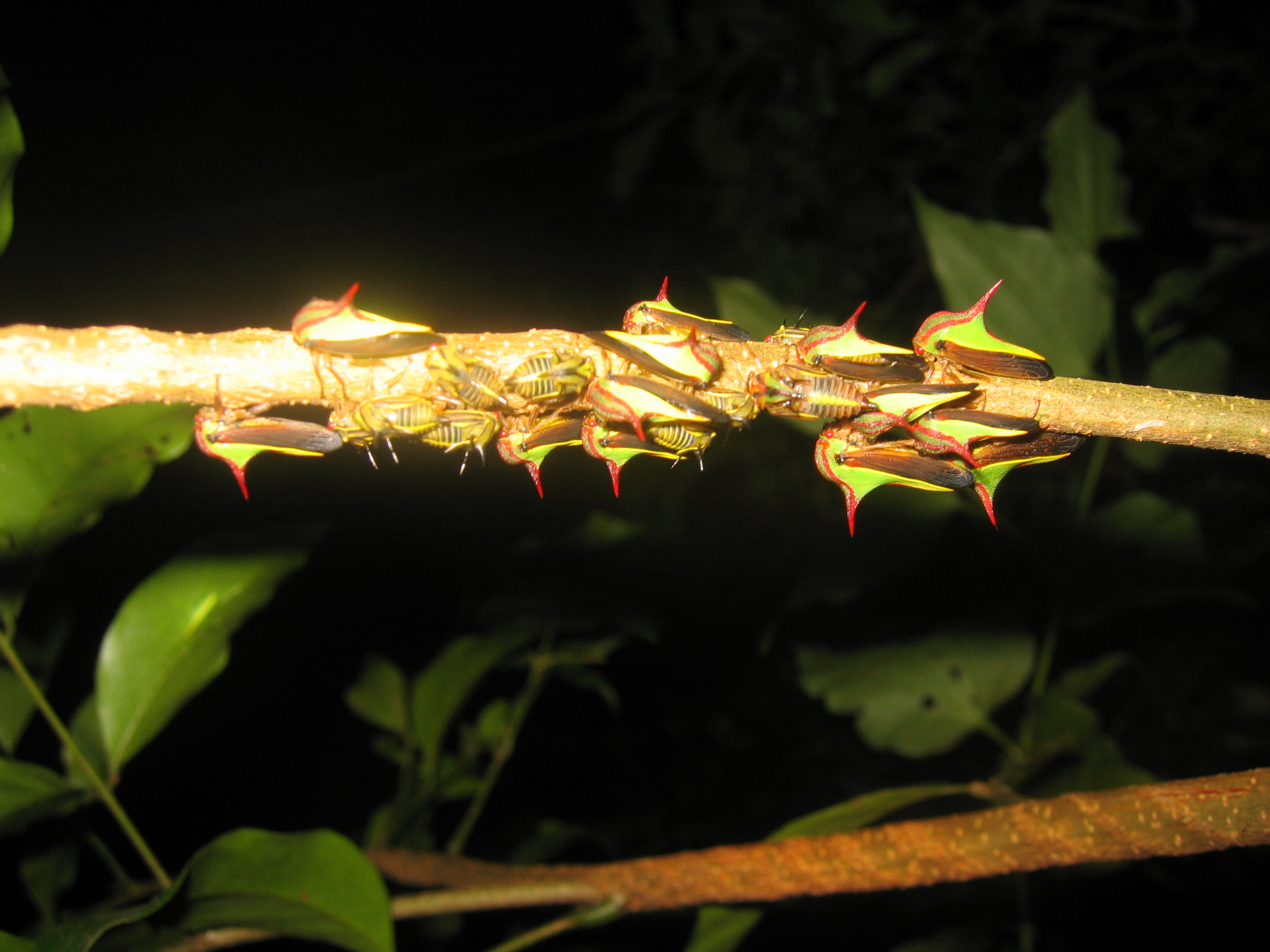
Группа имаго и нимф горбаток в Коста-Рике

3200 видов и 600 родов. Самые примитивные горбатки представлены подсемейством Endoiastinae, напоминающим некоторых цикад. Подсемейство Centrotinae формирует вторую линию эволюции горбаток, у которых начинаются преобразования пронотума, не покрывающего, однако, скутеллюма груди. Остальные подсемейства (Darninae, Heteronotinae, Membracinae и Smiliinae) включают наиболее апоморфных горбаток с необычными признаками.

### Некоторые виды
В Европе могут быть встречены:
- Centrotus chloroticus Fairmaire, 1851
- Centrotus cornutus (Linnaeus, 1758)
- Gargara genistae (Fabricius, 1775)
- Oxyrhachis capeneri Izzard, 1953
- Stictocephalus bisonia Kopp & Yorke, 1977

## Галерея
Таблицы с изображениями горбаток из книги «Biologia Centrali Americana». Автор: Edwin Wilson (Cambridge, 1915).

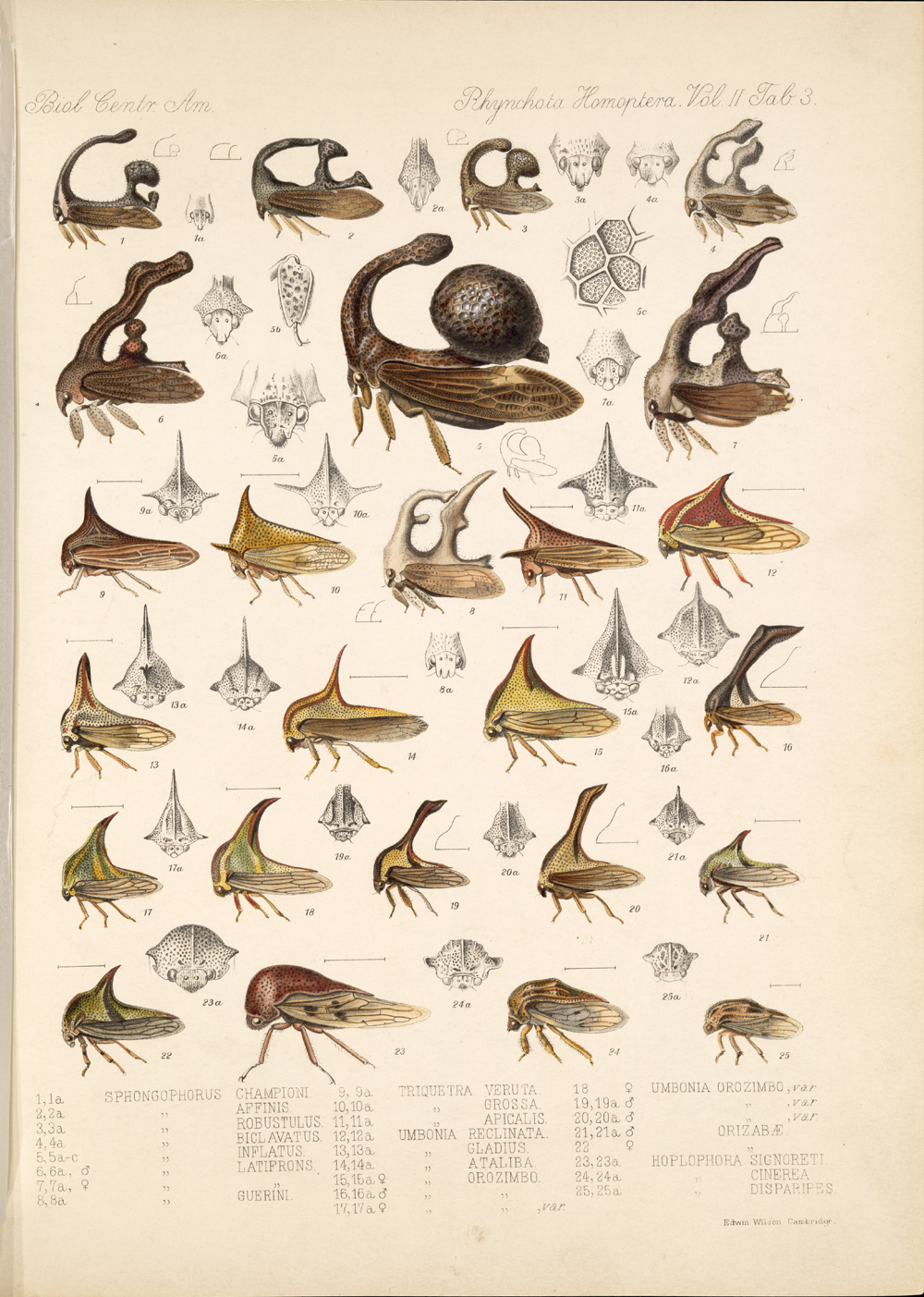
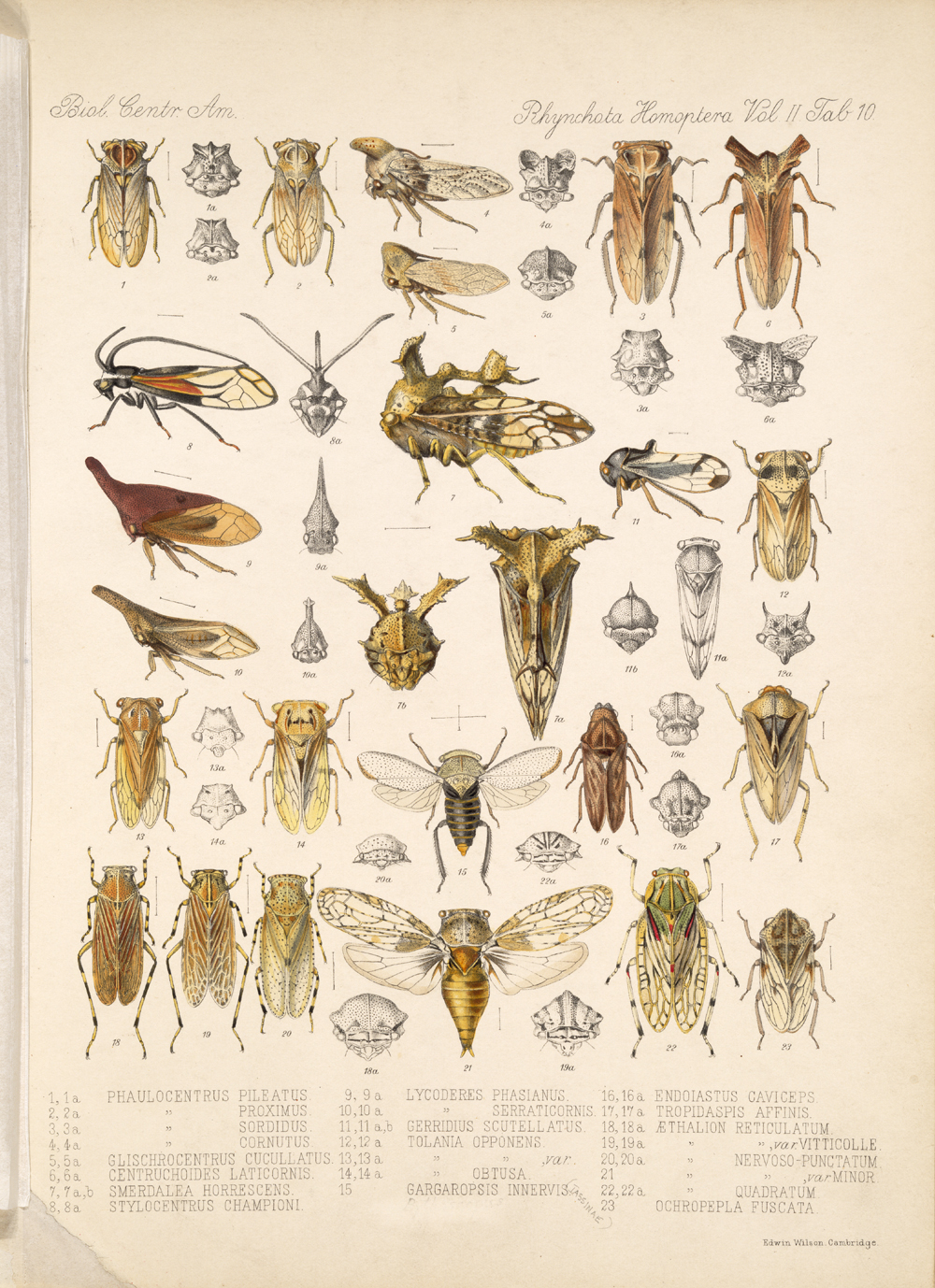
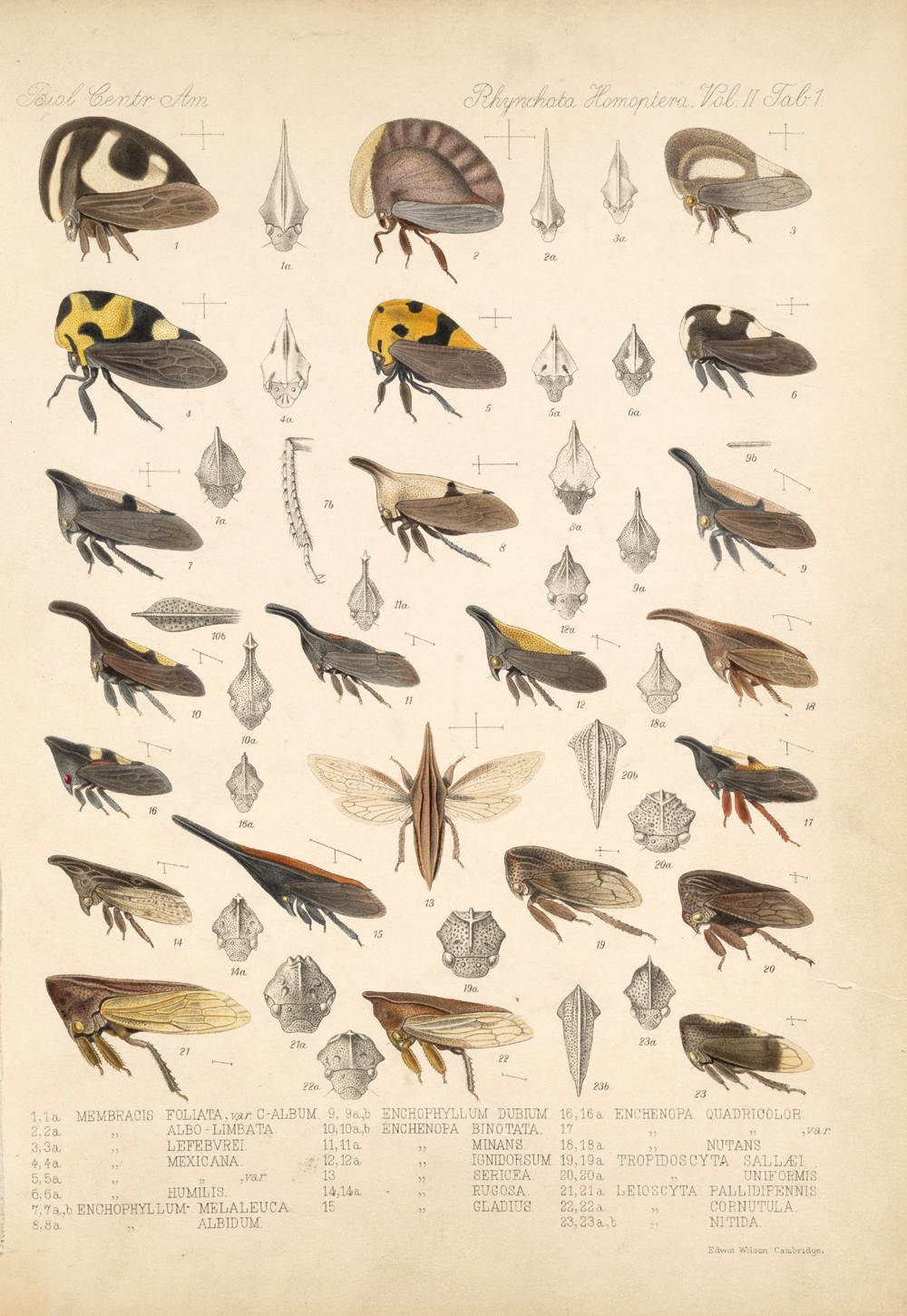
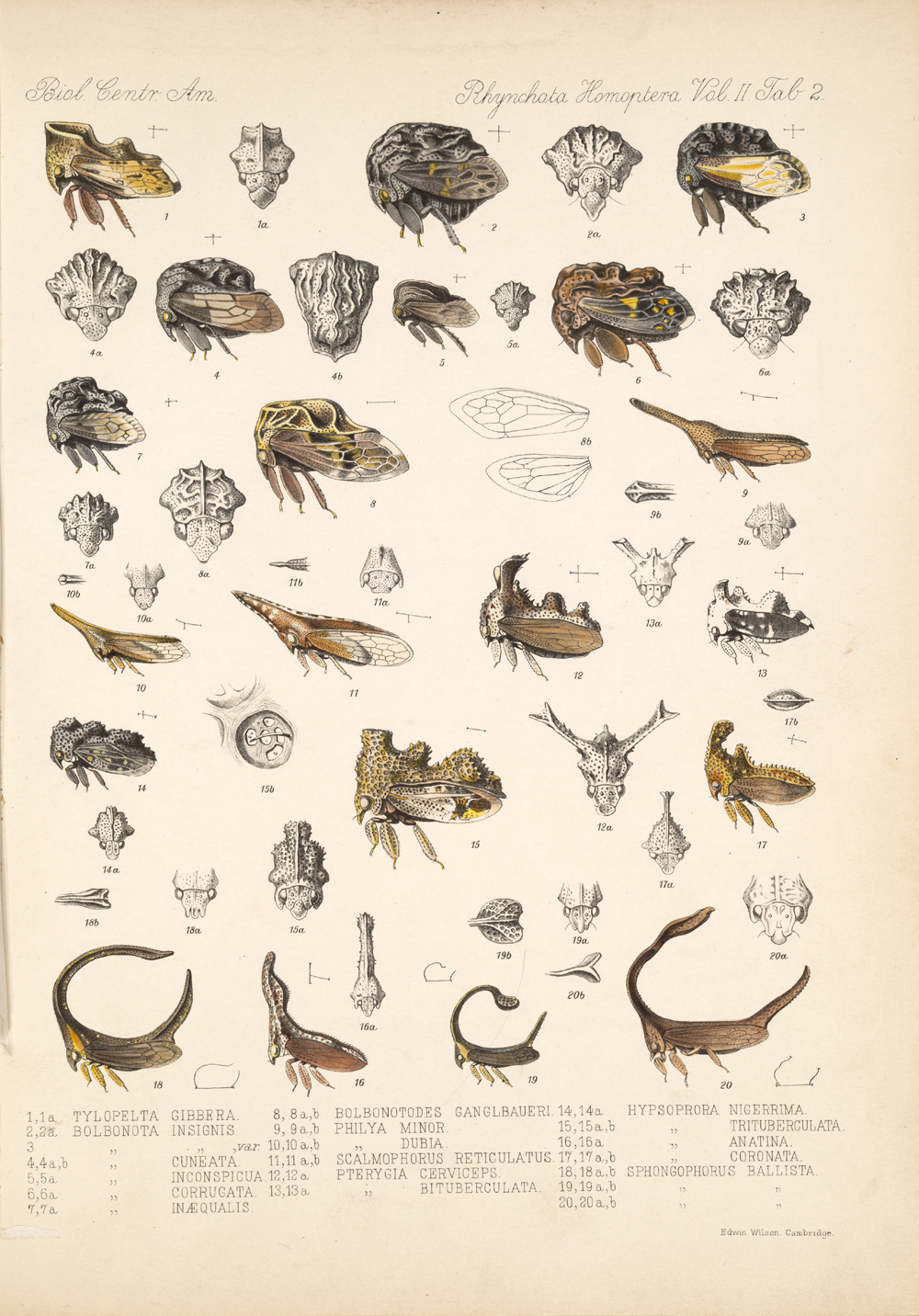

## Тропические виды горбаток

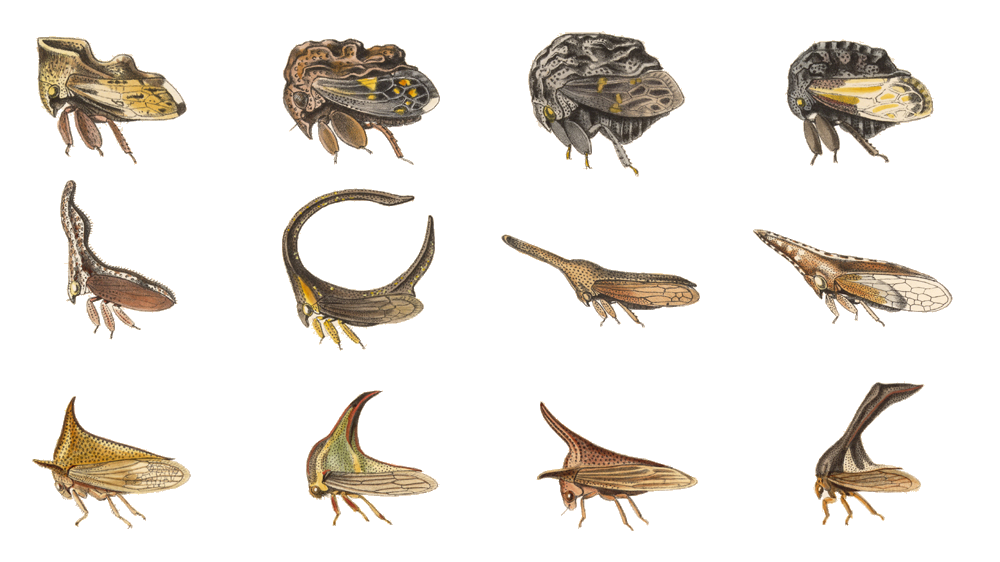
Верхний ряд
Tilopelta gibbera
Bolbonota corrugata
Bolbonota insignis
Bolbonota insignis
Средний ряд
Hypsoprora anatina
Spongophorus ballista
Phylia minor
Scalmophorus reticulatus
Нижний ряд
Triquetra grossa
Umbonia orozimbo
Triquetra apicalis
Umbonia orozimbo

## Фото

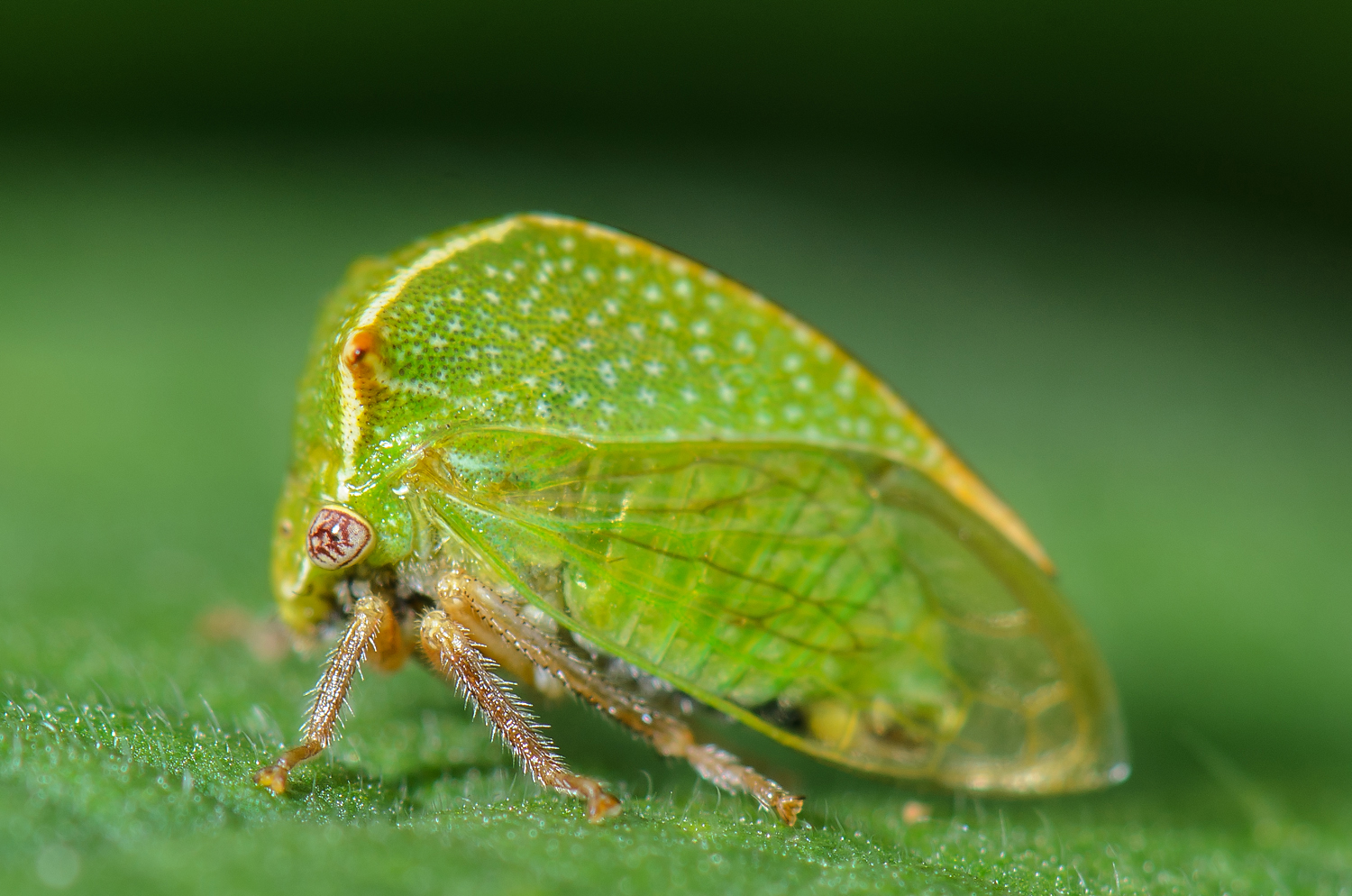
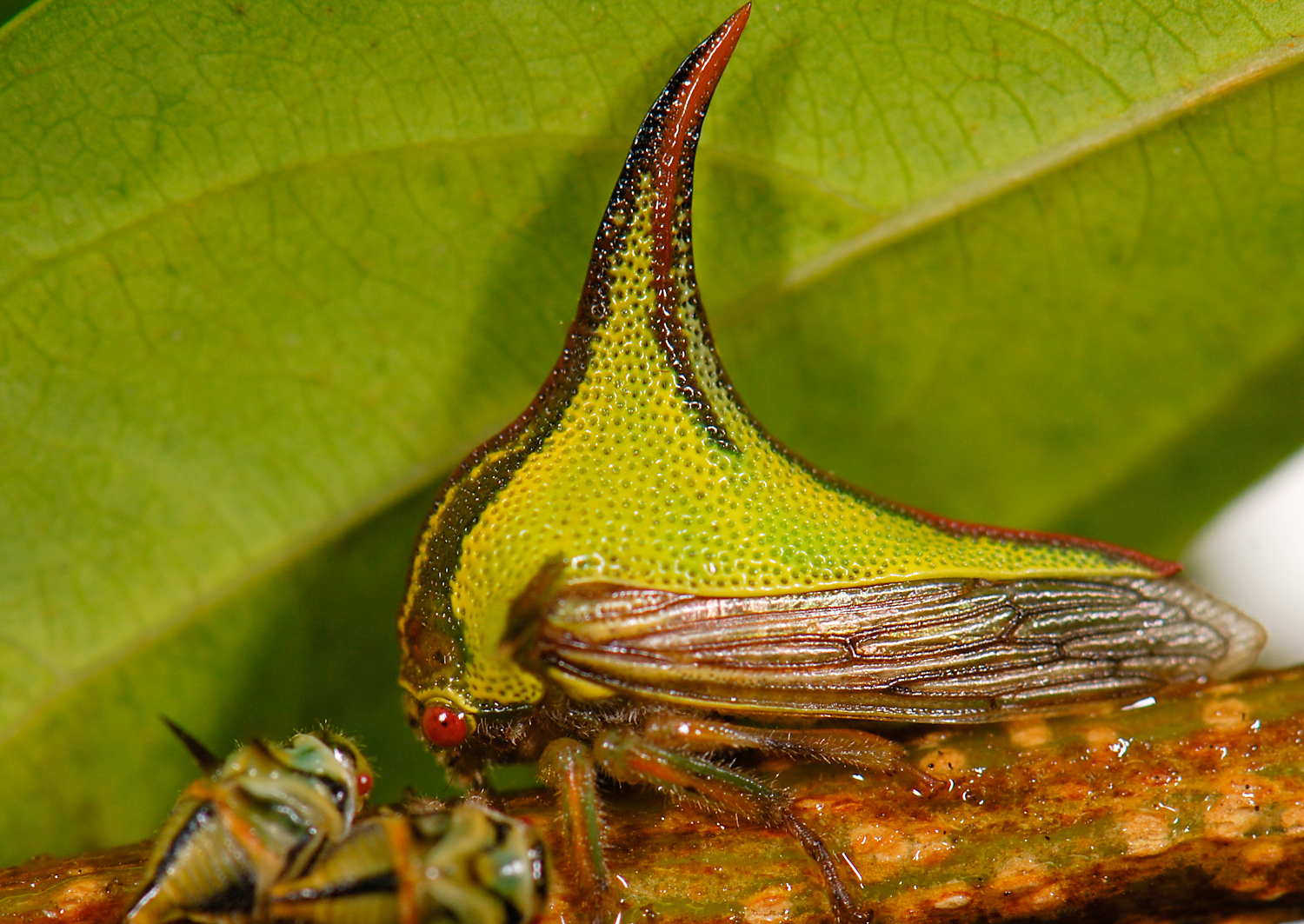
Umbonia crassicornis